# Ливинске Опатовце
Ливинске Опатовце (слч. Livinské Opatovce) насељено је мјесто са административним статусом сеоске општине (слч. obec) у округу Партизанске, у Тренчинском крају, Словачка Република.

## Становништво
| Година:    | 1994. | 2004.   | 2014.   | 2024.    |
| ---------- | ----- | ------- | ------- | -------- |
| Број људи: | 256   | 242     | 245     | 278      |
| Разлика:   |       | -5,46 % | +1,23 % | +13,46 % |

| Година:    | 2023. | 2024.   |
| ---------- | ----- | ------- |
| Број људи: | 276   | 278     |
| Разлика:   |       | +0,72 % |

Према подацима о броју становника из 2011. године насеље је имало 242 становника.